# Tabernaemontana glandulosa
Tabernaemontana glandulosa là một loài thực vật có hoa trong họ La bố ma. Loài này được (Stapf) Pichon miêu tả khoa học đầu tiên năm 1948.